# 哈里森·麥克格雷
哈里森·麥克格雷（英語：Harrison McGahey；1995年9月26日—）是一位英格蘭足球運動員。在場上的位置是後衛。他現在效力於英格蘭足球甲級聯賽球隊謝菲爾德聯足球俱樂部。

## 外部連結
- 足球数据库：哈里森·麥克格雷的球员统计数据